# Urabstimmung
Die Urabstimmung (auch Mitgliedervotum oder Mitgliederentscheid) bezeichnet eine Abstimmung, zu der alle Mitglieder einer Organisation (z. B. politische Parteien, Gewerkschaften, Vereine, Studierendenschaften) aufgerufen sind. Es gilt, über eine bestimmte Fragestellung abzustimmen, die in der Regel von besonderer Bedeutung ist, weshalb das Ergebnis auf eine breite Grundlage gestellt werden muss.
Da diese Organisationen (zum Beispiel Gewerkschaften) oftmals nicht örtlich gebunden sind, finden Urabstimmungen meistens als Briefwahl statt, aber es gibt auch Abstimmungen vor Ort. 
In der Regel muss zur rechtskräftigen Verabschiedung des zur Disposition stehenden Beschlusses sowohl ein bestimmtes Quorum, das heißt eine bestimmte Wahlbeteiligung, erzielt werden als auch eine qualifizierte Mehrheit, z. B. eine Zweidrittelmehrheit der gültigen Stimmen.
Satzungen und Ordnungen geben vor, wie Urabstimmungen zustande kommen können und wie sie durchgeführt werden sollen. 
Besondere Bedeutung erlangt die Urabstimmung im deutschen Streikrecht im Zusammenhang mit der Befragung von Gewerkschaftsmitgliedern, ob ein Streik (genauer gesagt ein Erzwingungsstreik in Abgrenzung zum Warnstreik) eingeleitet, durchgeführt oder beendet werden soll. Wenn mindestens 75 % der Gewerkschaftsmitglieder für einen Streik stimmen, dann darf die Gewerkschaft die Betriebe bestreiken. In der Praxis gibt es allerdings keine Beispiele, in denen die Gewerkschaftsmitglieder gegen einen Streik gestimmt hätten. Dies liegt mitunter auch an der Definition der Abstimmungsberechtigten. Wenn die Verhandlungsparteien der Gewerkschaften und der Arbeitgeber dann einen neuen Tarifvertrag beschlossen haben, müssen mindestens 25 % der Gewerkschaftsmitglieder für die Aufhebung des Streiks und damit für den neuen Tarifvertrag stimmen, damit er dann tatsächlich angenommen wird. Können sich die Tarifpartner einigen, bevor es zu einem Erzwingungsstreik kommt, müssen die Gewerkschaftsmitglieder auch nicht über den Tarifvertrag abstimmen.